# Душители (фильм, 1988)
«Душители» (англ. The Deceivers; другие названия: «Гнев богини», «Обманщики») — детективный триллер режиссёра Николаса Мейера. Фильм основан на реальных исторических событиях происходивших в Индии XIX века. Экранизация одноимённой повести Джона Мастерса.

## Сюжет
Индия, 1825 год. Капитан Уильям Сэвидж (Пирс Броснан), только что женившийся на дочери полковника, представляющего ост-индское торговое общество, узнает о страшных ритуальных убийствах и производит несколько арестов. Однако полковник приказывает освободить арестованных за недостатком доказательств. Сэвиджу, тем временем, удалось добиться признания одного из членов секты, решившего помочь ему покончить с варварским обычаем. Переодевшись индусом, капитан отправляется на «охоту» вместе с группой душителей, чтобы собрать доказательства.

## В ролях
- Пирс Броснан — Уильям Сэвидж
- Саид Джаффри — Хусейн
- Шаши Капур — Чандра Сингха
- Кит Мичелл — полковник Уилсон
- Хелена Мичелл — Сара Уилсон
- Гари Кэди — лейтенант Маунселл